# 글루쿠론산 환원효소
글루쿠론산 환원효소(영어: glucuronate reductase) (EC 1.1.1.19)는 다음과 같은 화학 반응을 촉매하는 효소이다.
L-굴론산 + NADP+ ⇄ D-글루쿠론산 + NADPH + H+
글루쿠론산 환원효소의 2가지 기질은 L-굴론산, NADP+이며, 3가지 생성물은 D-글루쿠론산, NADPH, H+이다. 글루쿠론산 환원효소는 산화환원효소 부류에 속하며, 특히 공여체가 CH-OH기이며, 수용체가 NAD+ 또는 NADP+인 효소에 속한다. 글루쿠론산 환원효소는 오탄당과 글루쿠론산 간의 상호전환 과정, 아스코르브산 대사, 알다르산 대사에 참여한다.

## 명명법
글루쿠론산 환원효소의 계통명은 L-굴론산:NADP+ 6-산화환원효소(영어: L-gulonate:NADP+ 6-oxidoreductase)이다.
다음은 일반적으로 사용되는 다른 이름들이다.
- L-헥손산:NADP 탈수소효소(영어: L-hexonate:NADP dehydrogenase)
- TPN-L-굴론산 탈수소효소(영어: TPN-L-gulonate dehydrogenase)
- 알데하이드 환원효소 II(영어: aldehyde reductase II)
- NADP-L-굴론산 탈수소효소(영어: NADP-L-gulonate dehydrogenase)
- D-글루쿠론산 탈수소효소(영어: D-glucuronate dehydrogenase)
- D-글루쿠론산 환원효소(영어: D-glucuronate reductase)

## 같이 보기
- 글루쿠론산
- 산화환원효소

## 참고 문헌
- Sivak A, Hoffmann-Ostenhof O (1961). “Enzymes of mesoinositol catabolism in the yeast Schwanniomyces occidentalis”. 《Biochim. Biophys. Acta》 53 (2): 426–8. doi:10.1016/0006-3002(61)90462-0. PMID 13913518.
- Jakoby, W. B. (Ed.), Enzymatic Basis of Detoxication, vol. 1, Academic Press, New York, 1980, p. 249–260.
- York JL, Grollman AP, Bublitz C (1961). “TPN-L-gluonate dehydrogenase”. 《Biochim. Biophys. Acta》 47 (2): 298–306. doi:10.1016/0006-3002(61)90290-6. PMID 13787380.